# Curimatopsis microlepis
Curimatopsis microlepis är en fiskart som beskrevs av Eigenmann och Eigenmann, 1889. Curimatopsis microlepis ingår i släktet Curimatopsis och familjen Curimatidae. Inga underarter finns listade i Catalogue of Life.